# Ummidia carabivora
Ummidia carabivora là một loài nhện trong họ Ctenizidae. U. carabivora được miêu tả năm 1886 bởi George Francis Atkinson.